# Ángel Rubio Castro
Ángel Rubio Castro (Guadalupe, 18 de abril de 1939) es un eclesiástico y profesor católico español. Fue obispo auxiliar de Toledo (2004-2007) y obispo de Segovia (2007-2014).

## Biografía

### Primeros años
Nació el 18 de abril de 1939, en la localidad española de Guadalupe,  provincia de Cáceres, archidiócesis de Toledo. Hijo de Juan José Rubio, violinista, y de Ángeles Castro, ambos naturales de Guadalupe.
Fue monaguillo en el Real Monasterio de Santa María de Guadalupe, dirigido por la Orden Franciscana, con el que mantiene un estrecho vínculo desde su infancia. En este templo recibió el bautismo el 30 de abril de 1939, la primera comunión, y la confirmación el 22 de abril de 1946.

### Formación
A los once o doce años de edad, descubrió su vocación religiosa con los franciscanos de Guadalupe, pero su madre le insistió en que se hiciera sacerdote diocesano, ya que los franciscanos imponían una rigurosa clausura durante el seminario.
Ingresó en el Seminario Menor de San José de Talavera de la Reina. Al año de su ingreso, sus padres se mudaron a vivir allí también para atender la recepción y el mantenimiento del seminario. Luego ingresó en el Seminario Mayor de San Ildefonso, donde cursó sus estudios eclesiásticos. Perteneció a la Schola Cantorum del seminario, preparándose en canto gregoriano en Salamanca, impartiendo clases a sus compañeros de clase.
Tras realizar estudios en la Universidad Pontificia Comillas, obtuvo la licenciatura en Teología, y también una diplomatura en Catequética por el Instituto Superior de Pastoral. Luego, en 1990, obtuvo el doctorado en Catequética por la Universidad Pontificia de Salamanca, con la tesis doctoral: Obra y pensamiento catequético de Enrique de Ossó en su "Guía práctica de catequista", dirigida por Antonio Cañizares.

### Sacerdocio
Fue ordenado subdiácono el 21 de diciembre de 1963. Su ordenación sacerdotal fue el 26 de julio de 1964, a manos del cardenal-arzobispo Enrique Pla y Deniel; incardinándose en la archidiócesis de Toledo. Celebró su primera misa en el altar mayor del Real Monasterio de Santa María de Guadalupe.
Como sacerdote desempeñó los siguientes ministerios:
- Vicario coadjutor de Santiago el Mayor (1964-1973).
- Secretario de Visita Pastoral (1971).
- Director del Secretariado Diocesano de Catequesis (1972).
- Capellán y profesor de la Universidad Laboral de Toledo (1973-2000).[3]
- Profesor de Catequética en el Seminario Mayor de San Ildefonso (1973-2004).
- Vicario episcopal de Enseñanza y Catequesis (1977-1997).
- Profesor de Religión del Colegio de Nuestra Señora de los Infantes (1982-1991).
- Capellán de las Religiosas Dominicas de Jesús y María (1983-2004).
- Subdelegado diocesano de Misiones (1997-2000).
- Delegado diocesano de Eventos y Peregrinaciones; profesor de Pedagogía General y Religiosa en el Instituto Teológico de Toledo; y delegado episcopal para la Vida Consagrada (2000-2004).[3]
- Beneficiario (1973-2000) y canónigo (2000-2004) de la Catedral de Toledo.

### Episcopado

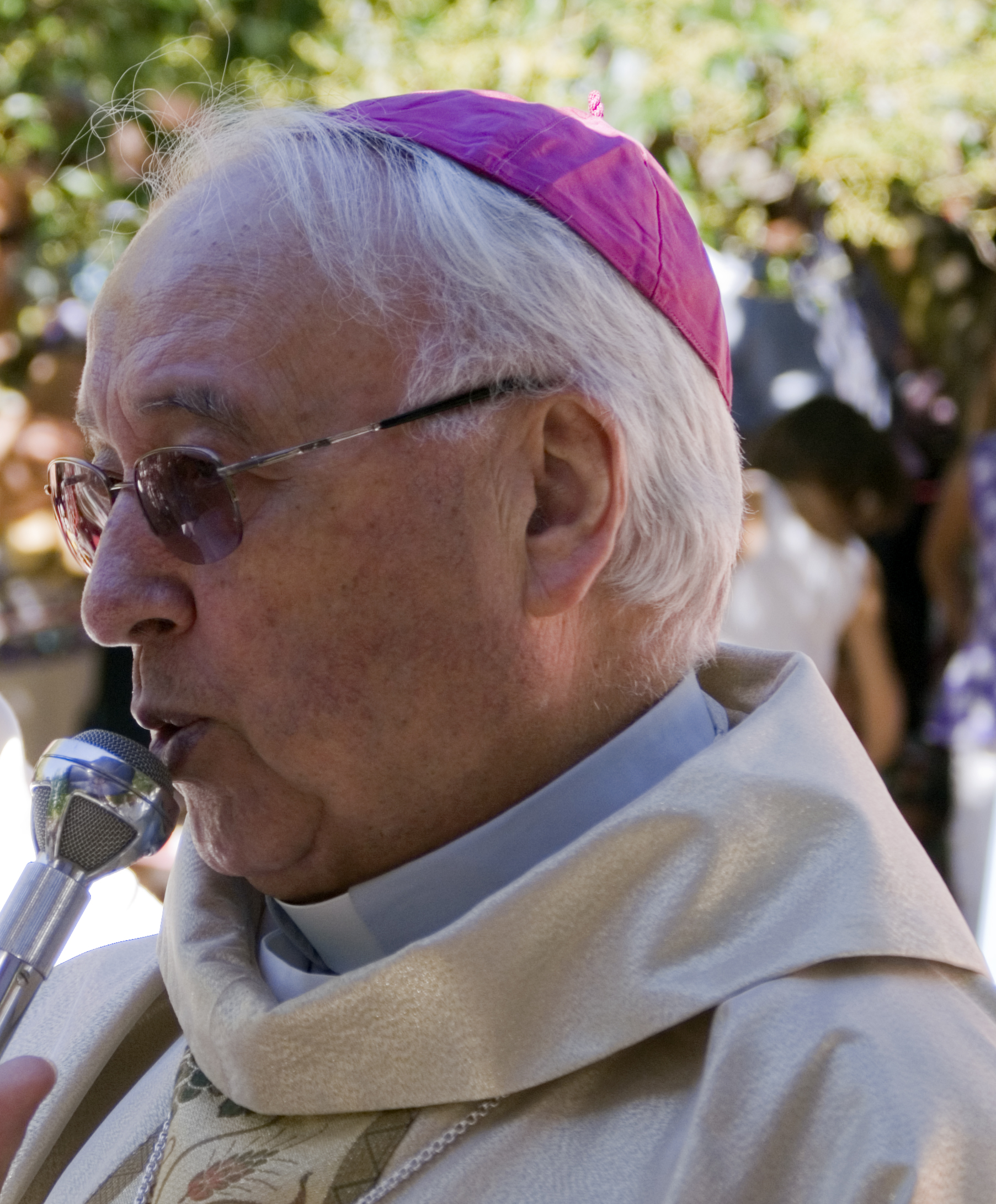
Ángel Rubio en el Santuario de Nuestra Señora de El Henar, en septiembre de 2010.

El 21 de octubre de 2004, el papa Juan Pablo II lo nombró obispo auxiliar de Toledo, junto a Carmelo Borobia. También lo nombró obispo titular de Vergi. Fue consagrado el 12 de diciembre del mismo año, en la Catedral de Toledo, a manos del arzobispo Antonio Cañizares.
El 3 de noviembre de 2007, el papa Benedicto XVI lo nombró obispo de Segovia. Tomó posesión canónica el 9 de diciembre del mismo año.
En una entrevista declaró al diario provincial El Adelantado de Segovia que, ante la crisis de vocaciones, "muchas parroquias quedarán sin atender en sus servicios religiosos". Por ello, convirtió la revitalización del seminario en una de sus prioridades.
El 12 de noviembre de 2014, el papa Francisco aceptó su renuncia como obispo de Segovia, nombrando a su sucesor al mismo tiempo. Ejerció de administrador apostólico sede vacante hasta el 9 de diciembre de 2014. Posteriormente, se trasladó a Toledo para residir en la Casa Sacerdotal «Cardenal Marcelo», colaborando con la archidiócesis.
En la Conferencia Episcopal Española es, desde marzo de 2017, miembro de la Comisión Episcopal para la Liturgia. Anteriormente, ha sido miembro de las Comisiones Episcopales de Enseñanza y catequesis (2005- 2020), de Apostolado Seglar (2011-2020), y de la Vida Consagrada (2005-2011). También fue consiliario nacional para Cursillos de Cristiandad.

## Reconocimientos
El 30 de julio de 2014 fue nombrado hijo predilecto de Guadalupe, honor que recibió el 17 de abril de 2015.

## Ancestros
| \| \| \| \| \| \| \| \| \| \| \| \| \| \| \| \| \| \| \| \| 4. Pedro Rubio Poderoso \| \| \| \| \| \| \| \| \| \| \| \| \| \| \| \| \| \| \| \| \| \| \| \| \| \| \| \| \| \| \| \| \| \| \| \| \| \| \| \| \| \| \| \| \| \| \| \| \| \| \| \| \| \| 2. Juan José Rubio Olmeda \| \| \| \| \| \| \| \| \| \| \| \| \| \| \| \| \| \| \| \| \| \| \| \| \| \| \| \| \| \| \| \| \| \| \| \| \| \| \| \| \| \| \| \| \| \| \| \| \| \| \| \| \| \| 5. Martina Olmeda \| \| \| \| \| \| \| \| \| \| \| \| \| \| \| \| \| \| \| \| \| \| \| \| \| \| \| \| \| \| \| \| \| \| \| \| \| \| \| \| \| \| \| \| \| \| \| \| \| \| \| \| \| \| 1. Ángel Rubio Castro \| \| \| \| \| \| \| \| \| \| \| \| \| \| \| \| \| \| \| \| \| \| \| \| \| \| \| \| \| \| \| \| \| \| \| \| \| \| \| \| \| \| \| \| \| \| \| \| \| \| \| \| \| \| 6. Ángel Castro Cordero \| \| \| \| \| \| \| \| \| \| \| \| \| \| \| \| \| \| \| \| \| \| \| \| \| \| \| \| \| \| \| \| \| \| \| \| \| \| \| \| \| \| \| \| \| \| \| \| \| \| \| \| \| \| 3. Ángeles Castro Pastor \| \| \| \| \| \| \| \| \| \| \| \| \| \| \| \| \| \| \| \| \| \| \| \| \| \| \| \| \| \| \| \| \| \| \| \| \| \| \| \| \| \| \| \| \| \| \| \| \| \| \| \| \| \| 7. Máxima Pastor Vásquez \| \| \| \| \| \| \| \| \| \| \| \| \| \| \| \| \| \| \| \| \| \| \| \| \| \| \| \| \| \| \| \| \| \| \| \| \| \| \| \| \| \| \| \| \| \| \| \| \| \| \| \| |                           |  |  |  |  |  |  |  |  |  |  |  |  |  |  |  |
| |                           |  |  |  |  |  |  |  |  |  |  |  |  |  |  |  |
| | 4. Pedro Rubio Poderoso   |  |  |  |  |  |  |  |  |  |  |  |  |  |  |  |
| |                           |  |  |  |  |  |  |  |  |  |  |  |  |  |  |  |
| |                           |  |  |  |  |  |  |  |  |  |  |  |  |  |  |  |
| | 2. Juan José Rubio Olmeda |  |  |  |  |  |  |  |  |  |  |  |  |  |  |  |
| |                           |  |  |  |  |  |  |  |  |  |  |  |  |  |  |  |
| |                           |  |  |  |  |  |  |  |  |  |  |  |  |  |  |  |
| | 5. Martina Olmeda         |  |  |  |  |  |  |  |  |  |  |  |  |  |  |  |
| |                           |  |  |  |  |  |  |  |  |  |  |  |  |  |  |  |
| |                           |  |  |  |  |  |  |  |  |  |  |  |  |  |  |  |
| | 1. Ángel Rubio Castro     |  |  |  |  |  |  |  |  |  |  |  |  |  |  |  |
| |                           |  |  |  |  |  |  |  |  |  |  |  |  |  |  |  |
| |                           |  |  |  |  |  |  |  |  |  |  |  |  |  |  |  |
| | 6. Ángel Castro Cordero   |  |  |  |  |  |  |  |  |  |  |  |  |  |  |  |
| |                           |  |  |  |  |  |  |  |  |  |  |  |  |  |  |  |
| |                           |  |  |  |  |  |  |  |  |  |  |  |  |  |  |  |
| | 3. Ángeles Castro Pastor  |  |  |  |  |  |  |  |  |  |  |  |  |  |  |  |
| |                           |  |  |  |  |  |  |  |  |  |  |  |  |  |  |  |
| |                           |  |  |  |  |  |  |  |  |  |  |  |  |  |  |  |
| | 7. Máxima Pastor Vásquez  |  |  |  |  |  |  |  |  |  |  |  |  |  |  |  |
| |                           |  |  |  |  |  |  |  |  |  |  |  |  |  |  |  |
| |                           |  |  |  |  |  |  |  |  |  |  |  |  |  |  |  |